# Wilhelm Feldberg
Wilhelm Siegmund Feldberg, né le 19 novembre 1900 et mort le 23 octobre 1993 est un biologiste germano-britannique.

## Biographie
Wilhelm Feldberg est né à Hambourg dans une famille juive de classe moyenne.
Son père, Daniel Feldberg, est commerçant et possède un magasin de vêtements pour dame.
Il étudie la médecine à Heidelberg, Munich et Berlin.
En 1925, il épouse Katherine, fille Karl Scheffler et part poursuivre sa carrière médicale en Angleterre, auprès de John Newport Langley.
Il revient en Allemagne en 1927 et travaille plusieurs années à l'institut physiologique de Berlin mais après l'arrivée des nazis au pouvoir, il en est expulsé.
En 1936, il part deux ans en Australie pour travailler avec Charles Kellaway. Il retourne ensuite en Angleterre et devient professeur à Cambridge. La même année, il est coauteur avec Henry Hallett Dale et Marthe Vogt d’un article intitulé Libération d'acétylcholine au niveau des terminaisons nerveuses motrices volontaires. Dale remporte en 1936 le Prix Nobel de physiologie ou médecine, sur la base des travaux décrits dans cet article, et il ses deux coauteurs dans sa conférence. 
En 1939, il collabore avec Alfred Fessard et David Nachmansohn sur l'étude de la torpille à la station marine d'Arcachon.
Sa carrière se termine brusquement en 1990 lorsque des militants de la cause animale, introduits auprès de lui sous couvert de réaliser une interview, allèguent qu'il ne conduit pas ses expériences de façon éthique en n'anesthésiant pas correctement les animaux sur lesquels il expérimente.
Feldberg travaille principalement sur l'acétylcholine et la transmission synaptique. Il a publié avec Marthe Vogt un ouvrage réputé : La synthèse de l'acétylcholine dans différentes régions du système nerveux central. Ce document fourni les premières preuves du rôle de l’acétylcholine en tant que neurotransmetteur et démontre la distribution régionale des systèmes cholinergiques dans le cerveau.